# Carl Jättnig
Carl Christian Friedrich Jättnig (auch Jattnig, * 1766; † 14. Juli 1819 in Berlin) war ein deutscher Kupferstecher.
Carl Jättnig übte zunächst den Beruf eines Destillateurs aus. Spätestens seit 1799 bezeichnete er sich als Kupferstecher und arbeitete kontinuierlich in diesem Beruf. 1816 stellte er bei der Berliner Akademie aus. Er begründete die Kupferstecherfamile Jättnig (Jaettnig) in Berlin, denn sowohl seine Söhne Ferdinand und Carl Friedrich August als auch seine Enkel Carl Theodor Leopold (* 1819) und Christian Ferdinand Ernst (1813–1857) wurden Kupferstecher. Verheiratet war er mit Anna Sophie Dorothee Goetzen (1767–1845).